# ロック・ペーパー・シザーズ
『ロック・ペーパー・シザーズ』は、木村心一による日本のライトノベル。イラストはQP:flapperが担当している。富士見ファンタジア文庫（富士見書房）より2013年10月から刊行されている。
メディアミックスとして、真楠によるコミカライズが『エイジプレミアム』にて2014年1月号から同年6月号連載された。

## 登場人物
雲流水 和馬（こううんりゅうすい かずま）
本作の主人公。奥手そうな少年にみえて、女子のパンツは見れるときは見る。千里に助力を求められる。
能力名：最後の晩餐（ダ・ヴィンチ） - 自分以外の時を止められるが、その間は体温が徐々に上がり続ける。
強行突破 千里（きょうこうとっぱ ちさと）
誰かが困っていると放っておけない性格。学園史上トップクラスの人材を幾人も輩出してきた名門御三家のひとつ『強行突破家』の令嬢。世間知らずの上、人を疑うことを知らない。胸は大きい。銭湯を拠点とする「浴場生徒会」の生徒会長。
能力名：民衆を導く自由の女神（ドラクロア） - 光速と同じ速さで動くことができるが、どれくらいの距離を進んだかは自分で把握できない。
豪華絢爛 理沙（ごうかけんらん りさ））
能力名：夜警（レンブラント・ファン・レイン） - オーラで触れたあらゆる対象を思うがままに爆発できるが、すると空腹になる。
明鏡止水 明日菜（めいきょうしすい あすな）
能力名：豪奢・静寂・逸楽（アンリ・マティス） - オーラで触れたあらゆる対象を液体化させ、自在に操ることができるが、発動せずとも常に異性から肌に触れられると過敏に反応してしまう。
国士無双 殺気（こくしむそう さつき））
能力名：愛は全てを征服する（メリージ・ダ・カラヴァッジオ） - オーラで触れたあらゆる対象を固定できる。炎や水といった形の定まらないものや、感情といった精神的なものにも有効。
傍若無人 拓哉（ぼうじゃくぶじん たくや）
能力名：騎士と悪魔の死(デューラー) - 指定位置の天候を好きなように操れるが、使用する度にしばらくの間、女体化してしまう。

## 用語
フィクション
早くて4歳、遅くても7歳には全ての子供に目覚める異能力の総称。なぜ、目覚めるようになったかは、わかっていない。23から24歳になる頃にはふっと消える。フィクションは人によりそれぞれ異なるが、身体能力も上昇する。
オーラ
フィクションに伴う、煙のようでいて、気体ではない謎の物質。中国の『気』とも、インドの『チャクラ』とも、西洋の『魔力』とも言われている。
升々学園（ますますがくえん）
フィクションという得体の知れない力に目覚めた精神が未熟で自制することができない子供を恐れた大人たちにより、隔離するように集めた学園都市。反則級の力を持つ子供だけが集めた、人口約3000万人弱の四国ほどの大きさの太平洋上の巨大学園。
生徒会（せいとかい）
親がいないため誰かが指導役として必要なため必ず1048あるどこかの生徒会に所属しなければならない。都市の施設や権力を奪うため、生徒会同士は対決する。

## 既刊一覧

### 小説
- 木村心一（著）・QP:flapper（イラスト） 『ロック・ペーパー・シザーズ』 富士見書房〈富士見ファンタジア文庫〉、既刊2巻（2014年2月20日現在）
  1. 「時、止めてから本気出す」2013年10月19日発売[1]、ISBN 978-4-04-712917-7
  2. 「靴、履いてるから全裸じゃない」2014年2月20日発売[2]、ISBN 978-4-04-070036-6

### 漫画
- 木村心一（原作）・QP:flapper（キャラクター原案）・真楠（作画） 『ロック・ペーパー・シザーズ』 富士見書房〈ドラゴンコミックスエイジ〉、2014年8月9日発売[3]、ISBN 978-4-04-070180-6